# Street Sweeper Social Club
Street Sweeper Social Club är en amerikansk raprockgrupp, bildad 2005 i Los Angeles av gitarristen Tom Morello (Rage Against the Machine, Audioslave, The Nightwatchman) och rapparen Boots Riley (The Coup). 
Duons debutalbum Street Sweeper Social Club gavs ut 2009. På albumet medverkade utöver Morello och Riley trummisen Stanton Moore. Året därpå släpptes EP:n The Ghetto Blaster EP.

## Medlemmar
Ordinarie medlemmal
- Tom Morello – gitarr, basgitarr (2006– )
- Boots Riley – sång (2006– )

Turnerande medlemmar
- Carl Restivo – gitarr (2009– )
- Dave Gibbs – basgitarr (2009– )
- Scott Guzman – trummor, percussion (2009– )
- Daniel Durque – flöjt, trombon, triangel, cowbell (2009– )

## Diskografi
Studioalbum
- 2009 – Street Sweeper Social Club

EP
- 2009 – JA 2009 Tour Sampler (delad EP med Jane's Addiction och Nine Inch Nails)
- 2010 – The Ghetto Blaster EP

Singlar
- 2009 – "100 Little Curses"
- 2010 – "Promenade"
- 2010 – "Paper Planes"